# Aéroport de Kamloops-Fulton Field
L'aéroport de Kamloops (code IATA : YKA • code OACI : CYKA), aussi connu comme Fulton Field ou Davie Fulton Airport est un aéroport régional situé à 7 km ouest-nord-ouest de Kamloops, en Colombie-Britannique, une ville dans la région Thompson, au Canada. Les projets initiaux pour la construction de l'aéroport ont débuté en juin 1931, lorsque la ville a loué 46 acres.

## Galerie
(mars 2017).

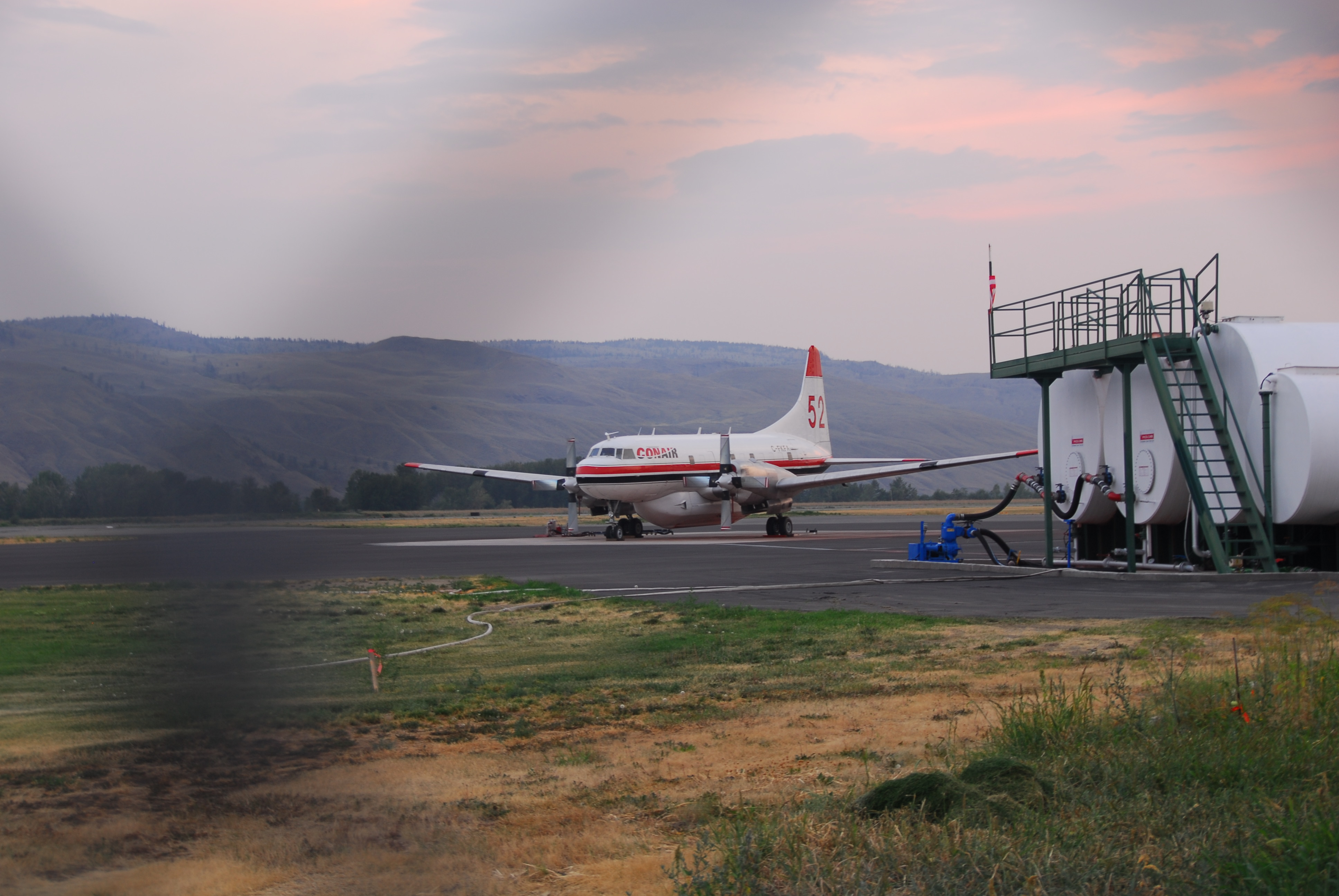
Un Convair 580 turbopropulseur de lutte contre l'incendie
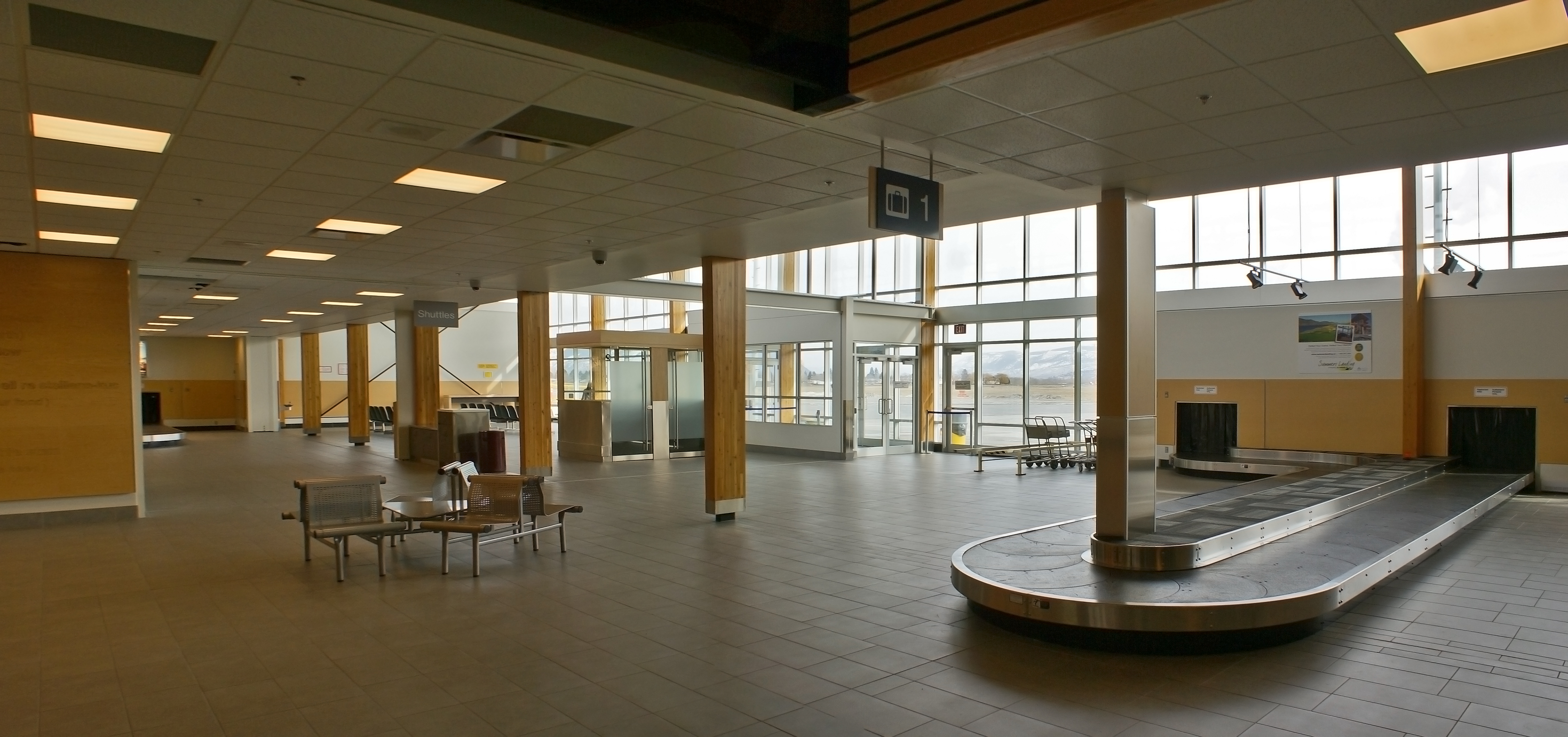
La zone des arrivées de l'Aéroport de Kamloops, qui est situé dans le Brocklehurst , un quartier de la ville.
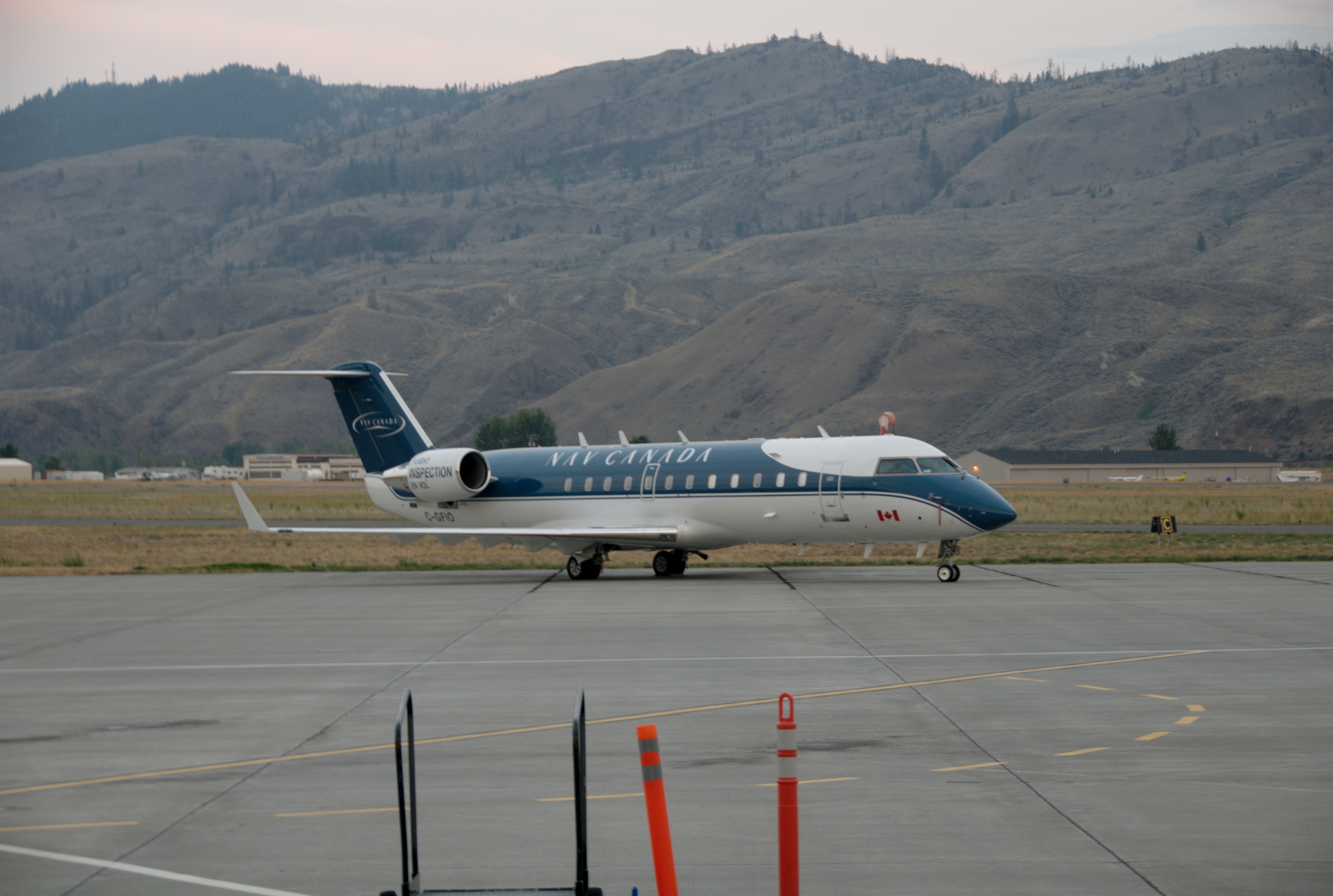
Une Nav Canada aéronef se trouve à l'Aéroport de Kamloops, qui a été élargi pour aider les collectivités locales l'économie et le tourisme.
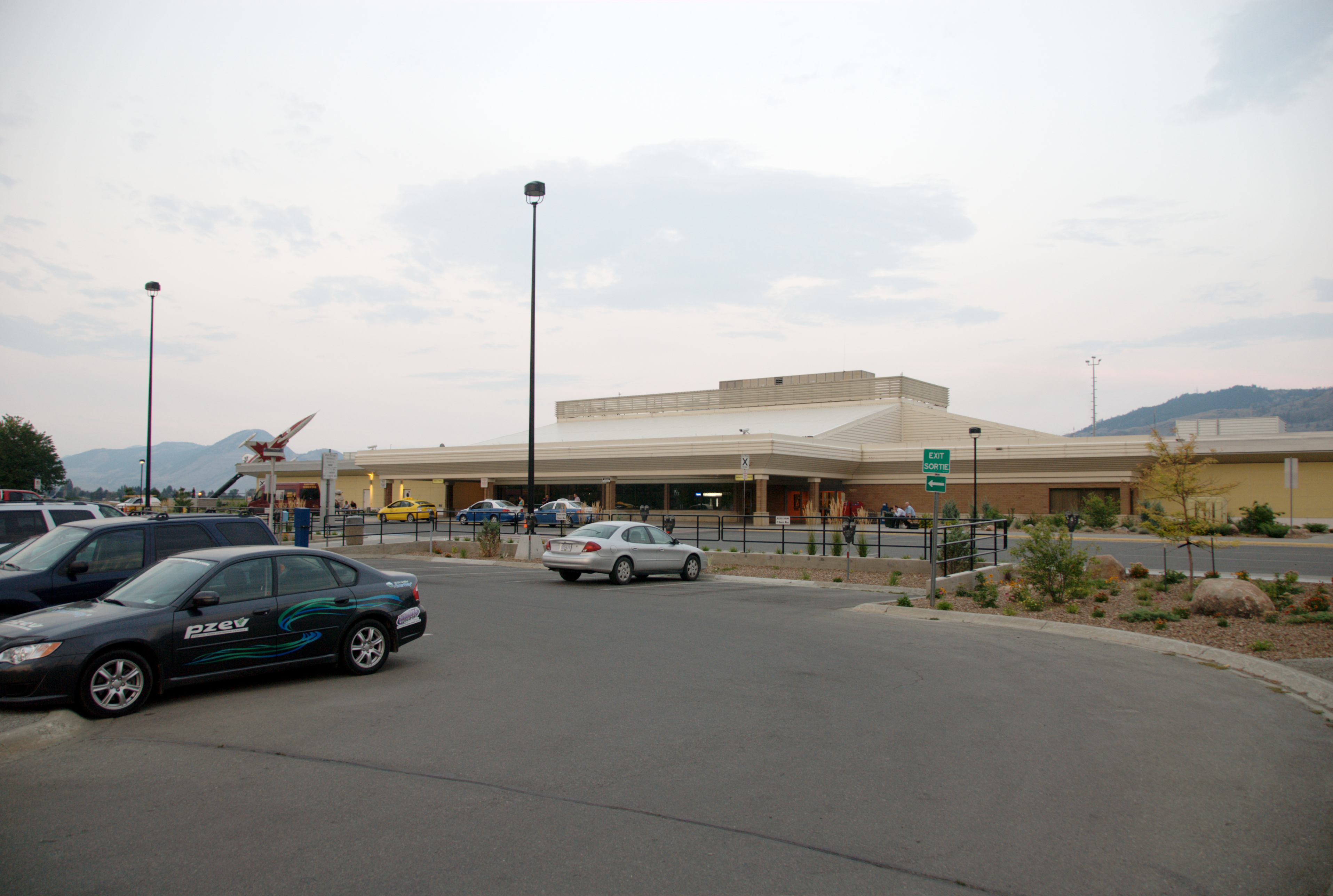
De l'aéroport, parking, qui est utilisé pour accéder à ses terminal qui a été élargi en 2009.
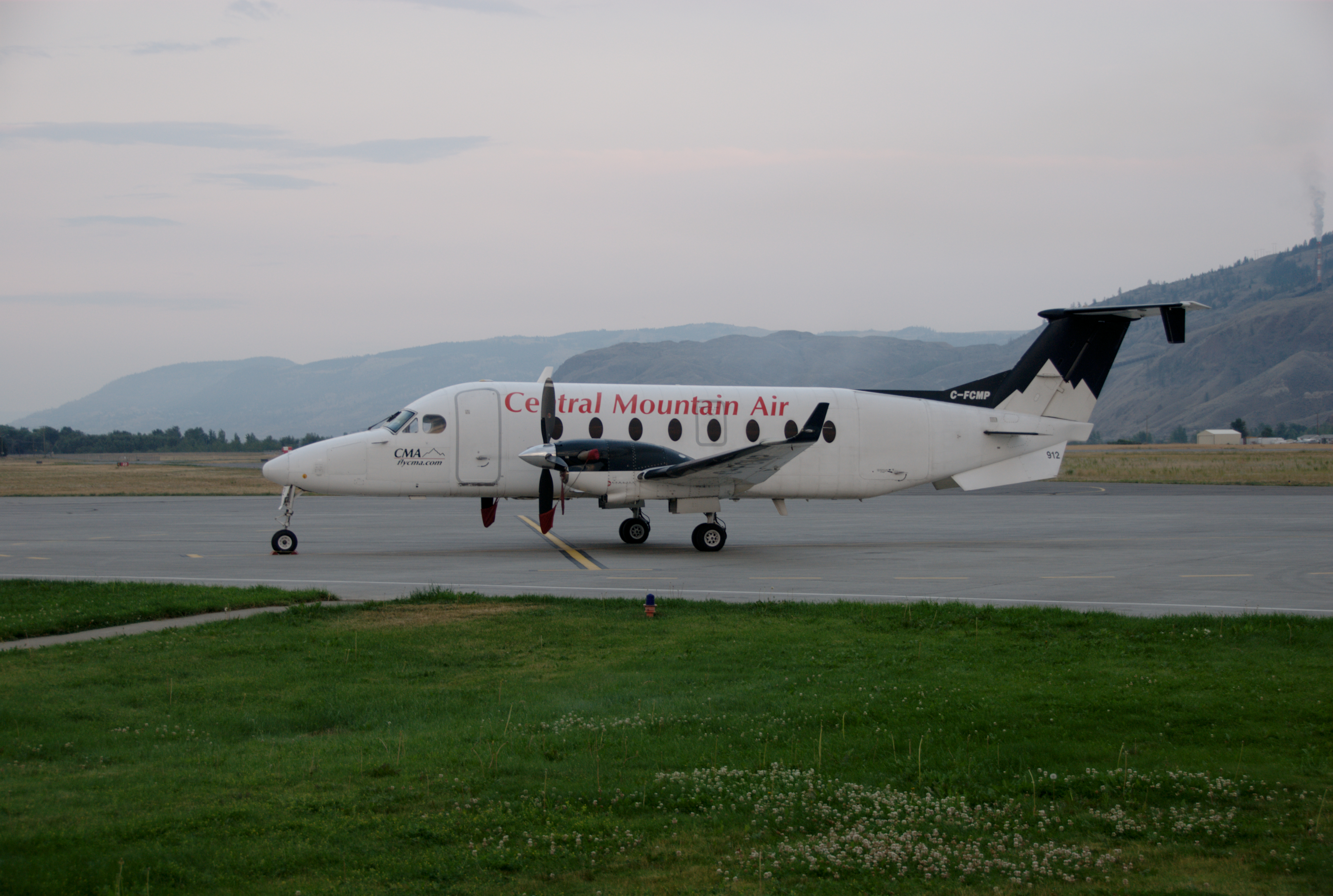
Un Central Mountain Air Beechcraft 1900D aéronef se trouve à l'Aéroport de Kamloops.

## Compagnies aériennes et destinations
| Compagnies               | Destinations                |
| ------------------------ | --------------------------- |
| Air Canada Express       | Vancouver                   |
| Pacific Coastal Airlines | Victoria (International)    |
| WestJet Encore           | Calgary En saison: Edmonton |

Édité le 21/05/2025

## Statistiques
Au premier trimestre 2024 la fréquentation de l'aéroport atteint 89 588 passagers.
Le graphique qui aurait dû être présenté ici ne peut pas être affiché car il utilise l'ancienne extension Graph, désactivée pour des questions de sécurité. Des indications pour créer un nouveau graphique avec la nouvelle extension Chart sont disponibles ici.

Voir la requête brute et les sources sur Wikidata.